# Дарт Вејдер
Дарт Вејдер (енгл. Darth Vader, повремено се помиње и као лорд Вејдер или само Вејдер) је измишљени лик из универзума Звезданих ратова. Он игра кључну улогу у дешавањима филмова Нова нада, Империја узвраћа ударац, Повратак џедаја и Освета сита. У оригиналној трилогији, играо га је Дејвид Прауз и низ каскадера, док му је глас давао Џејмс Ерл Џоунс. Вејдер је један од најчувенијих зликоваца у историји филма и био је рангиран на трећем месту списка 50 највећих зликоваца свих времена који је направио Амерички филмски институт.
У епизодама IV и V, Вејдер је приказан као оличење зла. Лукавством и окрутношћу намеће империјалну власт широм галаксије. Као мрачни господар сита, Вејдер је десна рука императора Палпатина, и користи мрачну страну Силе немилосрдно прогонећи џедаје и Побуњеничку Алијансу до крајева галаксије. Трилогија преднаставака описује херојски успон Анакина Скајвокера; у Епизоди III: Освета сита, Анакин се потчињава мрачној страни и трансформише се у чувеног дарта Вејдера.

## У филмовимаЗвездани ратовии серијалуРатови клонова

### Трилогија преднаставака
У трилогији преднаставака, Анакин Скајвокер је главни протагониста, за кога се верује да је Изабрани о коме говори древно џедајско пророчанство. У том пророчанству се помиње биће које ће донети равнотежу Сили и уништити сите. Уздижући се до легендарног ратника у Ратовима клонова, Скајвокер је трагични херој кога на Мрачну страну заводи сопствена охолост и страх од губитка, као и мрачни господар сита дарт Сидијус.

##### Детињство и откриће Анакина Скајвокера
Догађаји описани у овом делу текста се дешавају у филму Звездани ратови — епизода I: Фантомска претња.
Анакин се по први пут појављује у Фантомској Претњи као несебичан деветогодишњи дечак (којег игра Џејк Лојд). Он и његова мајка су робови у служби Ватоа, трговца отпадом. Анакин, чудо од детета, истиче се као одличан инжењер; иако млад, може да направи или поправи скоро све, што доказује тиме што прави свог личног протоколарног дроида, C-3PO-а, (Ентони Данијелс) и конструише под-тркач, користећи у оба случаја делове са отпада. Такође се показује и као изванредан пилот са изузетно брзим рефлексима.
Анакина на Татуину открива џедај учитељ Квај-Гон Џин (Лијам Нисон), који је убеђен да је он „Изабрани“ за кога џедајско пророчанство предсказује да ће донети равнотежу Сили. Његова мајка, Шми (Пернила Август), говори му да Анакин нема оца и да је једноставно затруднела са њим. Квај-Гон открива да Анакин има највиши познати ниво миди-клорина, који показују нечији потенцијал у Сили, и поставља теорију да је дечак творевина саме Силе. Квај-Гон приписује Анакинов таленат у пилотирању Сили, за коју верује да омогућава Анакину да „види ствари пре него што се догоде“. Анакин се везује за краљицу Падме Амидалу (Натали Портман), коју Квај-Гон и његов ученик - падаван Оби-Ван Кеноби, чувају.
После ослобађања Анакина, Квај-Гон га води на Корусант и захтева од Савета џедаја да му дозволи да га подучава. Његов захтев бива одбијен, јер Савет мисли да је Анакинова будућност замрачена његовим страхом и бесом који су последица његовог пређашњег ропства и одвајања од мајке. На крају, Анакин помаже да се оствари победа против Трговачке Федерације у бици за Набу. Квај-Гон, кога је Дарт Мол (Реј Парк) у двобоју посекао, на самрти захтева од Оби-Вана да подучава Анакина, што вођа Савета Јода (Френк Оз) нерадо одобрава. Новоизабрани врховни канцелар Републике, Палпатин (Ијан Макдермид), спријатељује се са дечаком, обећавајући му да ће „пратити његову каријеру са великим интересовањем“.

##### Увод у рат
Догађаји описани у овом делу текста се дешавају у филму Звездани ратови — епизода II: Напад клонова.
У Нападу клонова, десет година касније, Анакин (кога сада игра Хејден Кристенсен), је Оби-Ванов ученик. Његове моћи га чине далеко испред себи равних, услед чега је постао арогантан. Његов однос са учитељем се закомпликовао: иако каже да му је Оби-Ван као отац, убеђен је да га он спутава својим ауторитетом. Због тога се окреће Палпатину као новом учитељу, који га убеђује да ће једног дана постати најмоћнији џедај у галаксији.
Анакин поступа против џедајског кодекса својом везом са Падме (јер је Џедајима забрањено да формирају емотивне везе). У разговору са њом, открива своју наклоњеност према њој, као и неповерење у политички систем и жељу да постоји један јак вођа.
Док чува Падме, Анакин осећа да је његова мајка у невољи. Приликом повратка на Татуин, налази своји мајку у кампу Таскена, али стиже прекасно: она је мучена и насмрт пребијена, и умире на његовим рукама. Заслепљен бесом, он побија цело племе, чак и жене и децу. Враћа се са мајчиним лешом и признаје Падме шта је учинио. Она је видно забринута, али због своје љубави према њему покушава да га утеши.
Анакин и Падме сазнају да је Оби-Ван заробљен од стране дроида Конфедерације Независних Система на Геонозису, групе звезданих система које желе да заведу Републику. Они журе да га спасу, али и сами бивају заробљени. Суочени са предстојећом смрћу признају своју љубав једно према другоме. Успевају да се спасу уз помоћ џедаја и армије клонова, Анакин, Оби-Ван и Јода суочавају се са вођом Сепаратиста и џедајем-одметником Грофом Дукуом (Кристофер Ли) у бици светлосним сабљама. Оби-Ван брзо бива избачен из битке и Анакин се сам бори против њега. Старији и искуснији, Дуку га лако савлађује и одсече му десну руку. Назад на Корусанту, његову руку замењују механичком протезом, и он се венчава са Падме на тајној церемонији којој присуствују само Си Трипио и његов парњак, Арту Диту.

##### Ратови клонова
Догађаји описани у овом делу текста се дешавају у анимираној серији Звездани ратови: Ратови клонова
За време ратова клонова, Анакин је постао џедај витез упркос резервисаности Савета џедаја. Током следеће три године борбе у Ратовима клонова, Анакин постаје легендаран широм галаксије, познат као „херој без страха“. Међу његовим познатијим подвизима истичу се битка са тамним џедајем Асај Вентресом, после које је остао са ожиљком на својој левој слепоочници, и ослобађање Нелваниана од Техно уније. За то време, он је отишао на духовно путовање које му је дало поглед у будућност. То искушење га је коштало његове простетичке руке, мада је касније направио модификовану верзију уз помоћ Арту Дитуа. 

##### Прелазак на Тамну страну
Догађаји описани у овом делу текста се дешавају у филму Звездани ратови — епизода III: Освета сита
У Освети сита, Анакин и Оби-Ван се враћају са Спољњег Обода галаксије да спасу киднапованог Палпатина за време битке за Корусант. Они се укрцавају на Невидљиву Руку, командни брод сепаратистичке флоте и њеног вође-киборга, Генерала Гривуса. Пронашавши заробљеног канцелара на палуби за посматрање Руке, сукобљавају се са грофом Дукуом. Док је Оби-Ван онесвешћен, Анакин се сам бори против Дукуа. После краткотрајног дуела, Анакин савладава Дукуа одсекавши му руке. Палпатин затим заповеда Анакину да убије Дукуа. После кратког премишљања, Анакин подлеже свом бесу и убија Дукуа, али одмах затим зажали због тога, јер је убијање ненаоружаног противника противно учењу џедаја. Џедаји покушавају да побегну, али их Генерал Гривус хвата и одводи на командни мост. Анакин наређује свом дроиду Арту Дитуу да направи диверзију, при чему он и Оби-Ван извршавају напад и остављају само Гривуса живим. Гривус разбија прозор, изазивајући декомпресију у кабини, и бежи. Анакин, уз помоћ Оби-Вана, спушта оштећени брод на површину Корусанта.
Анакин се враћа на Корусант, где му Падме признаје да је трудна. Те ноћи, он има ноћну мору у којој Падме умире при порођају. Он се одмах плаши да се његова визија не оствари јер је слична оној коју је имао пред смрт своје мајке.
Палпатин, који је до тада добио скоро диктаторску власт у Сенату, поставља Анакина за свог заступника у Савету џедаја. Сумњичави Савет прихвата Анакина, али му не даје титулу мајстора, и захтевају од њега да шпијунира Палпатина. Љут због наређења да почини издају, Анакин губи поверење у Савет. Коначно, Канцелар му нуди шансу да научи Тамну страну Силе, за коју тврди да има моћ да заустави смрт. Анакин схвата да је Палпатин заправо сит лорд дарт Сидиус којег је Савет гонио од почетка рата, и пријављује Палпатинову тајну џедај мајстору Мејс Виндуу (Семјуел Л. Џексон). Док Винду и чланови Савета одлазе да се суоче са Палпатином, Анакин се ломи мишљу: без Палпатина, изгубиће шансу да спаси Падме.
Анакин стиже у моменту када је Винду савладао Палпатина. Винду хапси Палпатина, али га он напада Громом. Џедај мајстор се брани својом светлосном сабљом. Палпатин троши толико енергије да открива своје право лице Господара сита које је до тада крио својим моћима. У једном моменту, Палпатин се исцрпи и даје шансу Виндуу да га сасече. Анакин моли Виндуа да поштеди Палпатинов живот, али он одбија спремајући се да сасече Палпатина. Анакин се умеша, одсекавши Виндуу десну руку. Палпатин се тада „враћа у живот“, поново напавши Виндуа Громом и избацивши га кроз прозор. Анакин се затим приклања Тамној страни и добија име Вејдер.
Вејдеров први задатак као господара сита је да нападне Храм џедаја са 501-ом Легијом и убије све унутра, укључујући и децу. Вејдер затим бива послат на Мустафар да убије вође сепаратиста. По извршавању овог задатка среће се са Падме, која је дошла на планету ненајавњена молећи га да напусти Палпатина и оде са њом. Он одбија, говорећи јој да њих двоје могу да свргну Палпатина и владају галаксијом заједно. Оби-Ван, који се сакрио у Падмин брод, се одједном појављује. Вејдер оптужује Падме да се уротила против њега и Силом је дави до онесвешћења. Бивши пријатељи се боре у свирепом дуелу светлосним сабљама кроз рударски комплекс Мустафара.
На врхунцу дуела, Вејдер скаче са лебдећег постоља изнад реке лаве да убије Оби-Вана, али је Оби-Ван на вишем терену и одсеца Вејдеру ноге и једну руку и оставља га да умре. Вејдера хвата ватра скоро умире, задобивши озбињне опекотине и оштећење плућа. Спасава га Палпатин, који је осетио његову невољу за време свог дуела са Јодом.
Палпатин реконструише тело свог ученика простетиком, апаратом за дисање и легендарним оделом са црним оклопом први пут виђеном у Новој Нади. Када се Вејдер освести, Палпатин му саопштава да је Падме умрла због његовог беса, што, као што је и очекивао, потпуно слама Вејдеров дух и оставља у њему само послушност према свом новом господару и ново
проглашеном Галактичком Империјом.

### Оригинална трилогија
Дарт Вејдер се појављује у филму Нова нада као немилосрдни Лорд сита који служи Галактичкој Империји. Задатак му је, заједно са Гранд Мофом Таркином, да поврати тајне планове за супер оружје Звезду смрти, које је украла Побуњеничка алијанса. Вејдер је заробио и мучио принцезу Леју, која је сакрила планове у дроиду Р2-Д2 и послала га да пронађе Вејдеровог бившег џедај учитеља Оби-Ван Кенобија на планети Татуин. Током Лејиног спасавања од стране Оби-Ванових савезника Лука Скајвокера и Хана Сола, Вејдер убија Оби-Вана у двобоју светлосним сабљама. Поставивши уређај за праћење на њихов брод, Милениујмски соко, Вејдер је у могућности да прати побуњенике до њихове базе на планети Јавин 4. Током напада побуњеника на Звезду смрти, Вејдер се укрцао на свог ТИЕ ловца и покушавао да обори побуњеничке Екс-винг ловце, али Соло је интервенисао и послао Вејдеров брод далеко од борбе, омогућавајући Луку да уништи Звезду смрти.
У филму Империја узвраћа ударац, Вејдер постаје опседнут проналажењем Лука у коме осећа присуство Силе и наводи своје јуришнике да нападају побуњеничку базу на Хоту, са које побуњеници беже. Током разговора са императором путем холограма, Вејдер га убеђује да би Лук био драгоцен савезник ако би могао да се окрене на тамну страну. Вејдер унајмљује групу ловаца на главе да прате Лукове пријатеље и преговара са администратором Беспина, Лендом Калризијаном, да им постави замку како би намамио Лука. Након што стигну Хан, Леја, Чубака и Ц-3ПО, Вејдер мучи и замрзава Хана у карбониту и предаје га ловцу на главе Боба Фету. Када Лук стигне, Вејдер га савлада у двобоју светлосним сабљама, одсекавши му руку. Вејдер открива Луку да му је отац и покушава да га наговори да се придружи мрачној страни и помогне му да свргне императора. Ужаснут, Лук бежи кроз ваздушну шахту. Вејдер телепатски говори Луку да је његова судбина да се придружи мрачној страни.
У филму Повратак џедаја, Вејдер и император надгледају завршну фазу изградње друге Звезде смрти. Мислећи да у његовом оцу још има доброг, Лук се предаје Вејдеру и покушава да га убеди да се окрене са мрачне стране. Вејдер одводи Лука до друге Звезде смрти како би упознао императора. Док је тамо, император искушава Лука да попусти свом бесу, што доводи до тога да се Вејдер још једном бори са Луком. Схвативши да је Леја заправо Лукова сестра близнакиња, Вејдер прети да ће је окренути на тамну страну ако се Лук не потчини. Бесан, Лук савлада Вејдера и одсеца његову кибернетску руку. Император преклиње Лука да убије Вејдера и заузме његово место. Лук одбија и император га мучи грмљавином Силе. Не желећи да допусти смрт свог сина, Вејдер баца у смрт императора низ реактивни канал, али је при томе смртно рањен од муња свог бившег господара. Сада искупљени Анакин Скајвокер тражи од Лука да му уклони маску и признаје да је у њему ипак било доброг, и умире мирно у наручју свог сина. Лук успева да побегне са Звезди смрти, носећи очево тело, и кремира га у ломачи на Ендору. Док побуњеници славе уништење Звезде смрти и пораз Империје, Лук види духове Анакина, Јоде и Оби-Вана који га задовољно гледају.

### Трилогија наставака
Растопљени шлем Дарта Вејдера појављује се у филму Буђење силе, код кога се види Вејдеров унук Кајло Рен који му се обраћа, мада се Вејдер не појављује у филму. Кацига се поново појављује у филму Успон Скајвокера, када Кајло Рен накратко медитира са њом, и током првог двобоја филма између Кајло и Реј, током којег је последњи пут виђен на планети Каџими, коју је касније уништен Ситовски звездани разарач. Филм такође открива да је глас који је Кајло Рен слушао како долази из Вејдерове кациге у филму Буђење силе произвео Дарт Сидијус.
У филму Успон Скајвокера, Анакинов глас се накратко чује, заједно са другим „гласовима претходних џедаја”, где подстиче Реј да „врати равнотежу ... као што је [он] учинио” пре него што се суочи са васкрслим Сидијусом.